# Kurt Fearnley
Kurt Harry Fearnley (Cowra, 23 marzo 1981) è un atleta paralimpico australiano.
Nel corso della sua carriera ha vinto tre medaglie d'oro paralimpiche e completato il Kokoda Track. Ha un disturbo congenito chiamato agenesia sacrale che ha impedito lo sviluppo fetale di alcune parti della sua colonna vertebrale inferiore e di tutto l'osso sacro. Nelle gare paralimpiche prende parte alla categoria T54. Si concentra sulle gare su carrozzina di lunga e media distanza e ha anche vinto medaglie nelle staffette di velocità. Ha partecipato ai Giochi del 2000, 2004, 2008 e 2012. Fearnley ha terminato la sua carriera nei Giochi Paralimpici con un argento e un bronzo ai Giochi di Rio 2016. Ha vinto una medaglia d'oro e una d'argento ai Giochi del Commonwealth del 2018, in cui è stato il portabandiera australiano alla cerimonia di chiusura.

## Biografia
Fearnley è nato il 23 marzo 1981 a Cowra, nel Nuovo Galles del Sud, ultimo di cinque figli. È nato con agenesia sacrale; gli mancano alcune parti della colonna vertebrale inferiore e tutto l'osso sacro. Al momento della sua nascita, i medici non credevano che sarebbe vissuto più di una settimana. È cresciuto nella piccola città di Carcoar, nel Nuovo Galles del Sud. A scuola, ha preso parte a tutti gli sport tra cui atletica leggera e rugby. Ha vinto la sua prima medaglia di atletica leggera nel salto in alto. Ha iniziato a correre in sedia a rotelle all'età di 14 anni e ha cominciato l'attività agonistica all'età di 17 anni.
Dopo aver lasciato la scuola superiore di Blayney, si è trasferito a Sydney per allenarsi e iniziare un Bachelor of Human Movement. Vive a Newcastle ed è un insegnante.
Nel 2010, Fearnley ha sposato Sheridan Rosconi a Glenrock Lagoon. Fearnley e Rosconi si sono conosciuti mentre studiavano alla Charles Sturt University di Bathurst, nel Nuovo Galles del Sud. Il loro primo figlio, Harry, è nato nel 2013 mentre la figlia Emilia è nata nel 2017.
Nel 2014 è stata pubblicata la sua autobiografia Pushing the Limits: Life, Marathons & Kokoda.

### Carriera sportiva

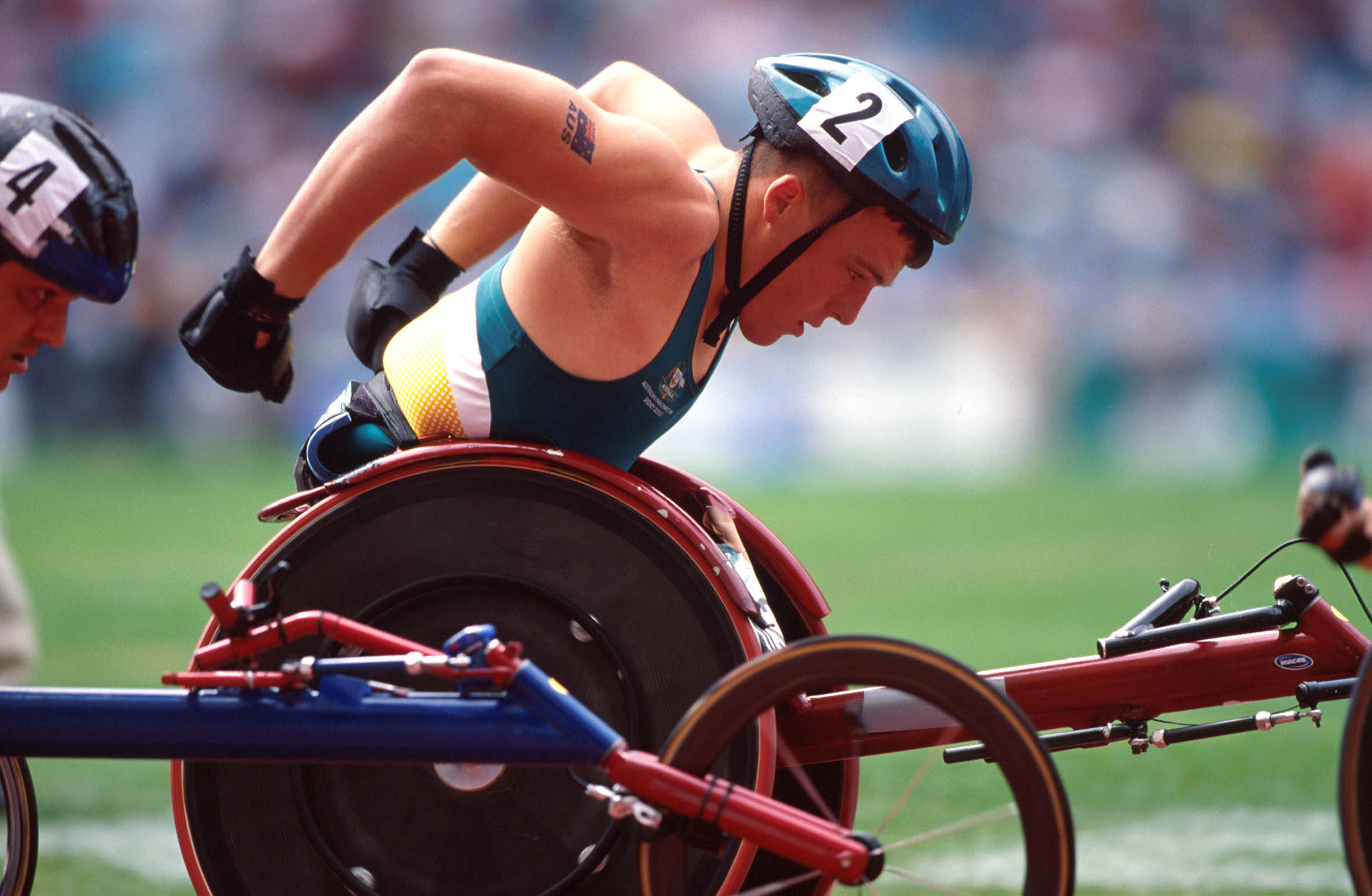
Fearnley in azione durante una gara in carrozzina ai Giochi paralimpici di Sydney 2000

Nel 1997, Fearnley era membro della Western Region Academy of Sport e dalle Paralimpiadi di Sydney 2000 ha rappresentato l'Australia. A questi Giochi, Fearnley vinse due medaglie d'argento nelle gare degli 800 metri piani e nella staffetta 4×100 m. Ha anche rappresentato il suo paese nella gara dimostrativa dei 1500 m maschile su carrozzina ai Giochi olimpici, dove è arrivato quarto. Ha partecipato ai Campionati mondiali di atletica leggera paralimpica del 2002 a Birmingham, nel Regno Unito, e si è classificato settimo in entrambe le gare T54 da 400 metri e 800 metri.
Ai Giochi olimpici 2004, è arrivato quinto nella gara dimostrativa su carrozzina da 1500 m maschile. In seguito ha vinto due medaglie d'oro nei 5000 m T54 e nella maratona T54 ai Giochi paralimpici di Atene 2004, per le quali ha ricevuto una medaglia dell'Ordine dell'Australia. Ai Campionati mondiali di atletica leggera paralimpica 2006 ad Assen, nei Paesi Bassi, ha vinto tre medaglie d'oro e una medaglia di bronzo. Partecipando ai suoi terzi Giochi paralimpici a Pechino, ha vinto una medaglia d'oro nella maratona T54, due medaglie d'argento nelle gare degli 800 m T54 e dei 5000 m T54 e una medaglia di bronzo nella gara dei 1500 m T54.
Il 30 settembre 2009, Fearnley ha affrontato una scalata di addestramento delle 1 504 scale antincendio della Centrepoint Tower di Sydney in 20 minuti, facendone due alla volta. Anche se molto al di sotto del record di 6'52" per la scalata annuale di beneficenza (la Sydney Tower Run-up), il manager della Torre ha dichiarato che questo è stato più veloce dei 25 minuti richiesti dalla maggior parte delle persone abili. Nel 2009, ha vinto il suo quarto titolo nella maratona di New York, il suo terzo titolo consecutivo nella maratona di Chicago e ha ottenuto vittorie a Seul, Parigi, Londra e Sydney. Nel novembre 2009, Fearnley ha percorso il Kokoda Trail accompagnato da familiari e amici a sostegno di Movember e Beyond Blue. Ha completato il viaggio di 96 chilometri in 10 giorni. Nel 2009 è stato premiato come Giovane australiano dell'anno per il Nuovo Galles del Sud.
Ha vinto una medaglia d'oro ai Giochi del Commonwealth di Delhi del 2010 nella gara T54 da 1500 m. All'inizio del 2011 ai Campionati mondiali di atletica leggera paralimpica a Christchurch, in Nuova Zelanda, ha vinto la maratona. Nel corso dell'anno, Fearnley ha gareggiato nella regata Sydney-Hobart.
Ai Giochi paralimpici di Londra 2012, puntava ad essere il primo atleta a vincere tre medaglie d'oro consecutive nella maratona T54. Tuttavia, riuscì a vincere la medaglia di bronzo nella maratona maschile T54 e una medaglia d'argento nei 5000 m T54.
Fearnley ha vinto una medaglia di bronzo nei 1500 m T54 ai Giochi del Commonwealth di Glasgow 2014; aveva combattuto un virus nei giorni precedenti l'evento. Nel novembre 2014, ha vinto la sua quinta maratona di New York nella sezioni dei partecipanti su carrozzina. Dopo la competizione, ha dichiarato "Quella è stata una delle gare più dure della mia vita" a causa del forte vento che ha quasi costretto la cancellazione della gara in carrozzina.
Ai Campionati mondiali di atletica leggera paralimpica 2015 a Doha, è arrivato quarto nei 5000 m T54 maschili e non è passato alla finale dei 1500 m T54 maschili. Ha lasciato Doha immediatamente per partecipare alla maratona di New York, dove è arrivato quinto dopo essere caduto dopo 12 miglia. Nell'Australia Day 2016, ha vinto la corsa su strada in carrozzina Oz Day 10K per la decima volta eguagliando Louise Sauvage come dieci volte vincitore di questa prestigiosa corsa su strada in carrozzina.
Ai suoi ultimi Giochi paralimpici a Rio de Janeiro nel 2016, Fearnley ha vinto la medaglia d'argento nella maratona maschile T54 e la medaglia di bronzo nella 5000 m maschile T53/54. Ai Campionati mondiali di atletica leggera del 2017 a Londra, nel Regno Unito, Fearnley si è classificato sesto in entrambi gli eventi maschile dei 1500 m e 5000 m T54.
Ai Giochi del Commonwealth di Gold Coast 2018, Fearnley ha vinto la medaglia d'oro nella maratona maschile T54 e l'argento nella 1500 T54 maschile. Gli è stato dato l'onore di essere portabandiera alla cerimonia di chiusura.
Fearnley è stato allenato da Andrew Dawes presso il New South Wales Institute of Sport.
Nel 2020 Fearnley ha iniziato una carriera nei media, unendosi all'Australian Broadcasting Corporation per ospitare un programma di interviste televisive di lunga durata chiamato "Kurt Fearnley's One Plus One".

## Palmarès

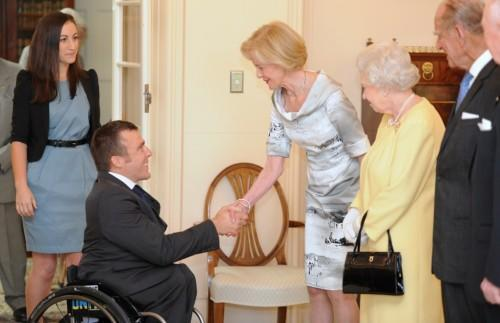
Fearnley incontra Quentin Bryce e la regina al palazzo di governo di Canberra nel 2011

| Anno | Manifestazione          | Sede           | Evento              | Risultato | Prestazione | Note |
| ---- | ----------------------- | -------------- | ------------------- | --------- | ----------- | ---- |
| 2000 | Giochi paralimpici      | Sydney         | 800 m piani T54     | Argento   | 1'38"55     |      |
| 2000 | Giochi paralimpici      | Sydney         | 4×100 m T53-54      | Argento   | 55"01       |      |
| 2004 | Giochi paralimpici      | Atene          | 5000 m piani T54    | Oro       | 10'23"98    |      |
| 2004 | Giochi paralimpici      | Atene          | Maratona T54        | Oro       | 1h25'37"    |      |
| 2004 | Giochi paralimpici      | Atene          | 4×100 m T53-54      | Argento   | 52"10       |      |
| 2006 | Mondiali paralimpici    | Assen          | 800 m piani T54     | Oro       | 1'38"91     |      |
| 2006 | Mondiali paralimpici    | Assen          | 1500 m piani T54    | Bronzo    | 3'16"09     |      |
| 2006 | Mondiali paralimpici    | Assen          | 5000 m piani T54    | Oro       | 11'20"56    |      |
| 2006 | Mondiali paralimpici    | Assen          | Maratona T54        | Oro       | 1h28'16"    |      |
| 2008 | Giochi paralimpici      | Pechino        | 800 m piani T54     | Argento   | 1'36"76     |      |
| 2008 | Giochi paralimpici      | Pechino        | 1500 m piani T54    | Bronzo    | 3'14"28     |      |
| 2008 | Giochi paralimpici      | Pechino        | 5000 m piani T54    | Argento   | 10'22"97    |      |
| 2008 | Giochi paralimpici      | Pechino        | Maratona T54        | Oro       | 1h23'17"    |      |
| 2010 | Giochi del Commonwealth | Delhi          | 1500 m piani T54    | Oro       | 3'19"86     |      |
| 2011 | Mondiali paralimpici    | Christchurch   | Maratona T54        | Oro       | 1h31'09"    |      |
| 2012 | Giochi paralimpici      | Londra         | 5000 m piani T54    | Argento   | 11'07"90    |      |
| 2012 | Giochi paralimpici      | Londra         | Maratona T54        | Bronzo    | 1h30'21"    |      |
| 2014 | Giochi del Commonwealth | Glasgow        | 1500 m piani T54    | Argento   | 3'23"08     |      |
| 2016 | Giochi paralimpici      | Rio de Janeiro | 5000 m piani T53-54 | Bronzo    | 11'02"37    |      |
| 2016 | Giochi paralimpici      | Rio de Janeiro | Maratona T54        | Argento   | 1h26'17"    |      |
| 2018 | Giochi del Commonwealth | Gold Coast     | 1500 m piani T54    | Argento   | 3'11"92     |      |
| 2018 | Giochi del Commonwealth | Gold Coast     | Maratona T54        | Oro       | 1h30'26"    |      |